# Чжан-сянь

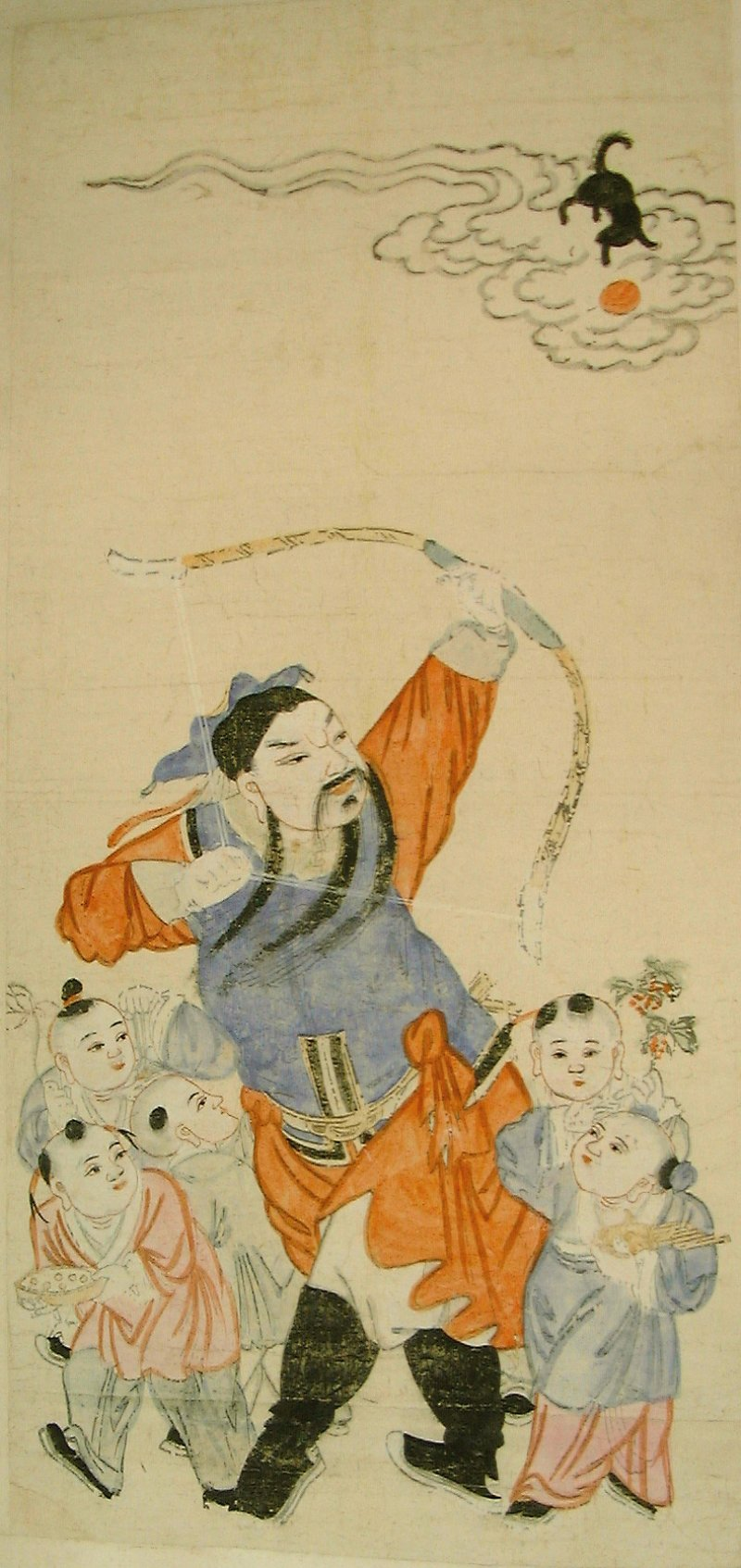
Чжан-сянь в окружении мальчиков целится в Тяньгоу

Чжан-сянь (кит. 張仙 — «Святой Чжан») или Чжан-гун («господин Чжан», «натягивать лук») — в поздней китайской мифологии божество, дарующее мужское потомство, покровитель маленьких мальчиков. Является врагом злого лунного духа-пса Тяньгоу, защищая младенцев от его козней с помощью своего лука и стрел. Он часто изображается смотрящим на небо, в ожидании появления Тяньгоу.

## Происхождение образа
С древних времён в Китае был обычай по случаю рождения в семье мальчика вешать лук на левой, считающейся «мужской», створке дверей. Затем, с целью уберечь ребёнка от несчастий, из этого лука пускались стрелы: вверх (по направлению к небу), вниз (по направлению к земле), а также по четырём основным сторонам света. В провинции Сычуань, на основании данного обычая, возник культ Чжан-сяня, откуда, приблизительно с XI столетия, представления о Чжан-сяне распространились по всему Китаю.